# Acaulospora nicolsonii
Acaulospora nicolsonii är en svampart som beskrevs av C. Walker, L.E. Reed & F.E. Sanders 1984. Acaulospora nicolsonii ingår i släktet Acaulospora och familjen Acaulosporaceae.   Inga underarter finns listade i Catalogue of Life.